# Letlands Universitet
Letlands Universitet (lettisk: Latvijas Universitāte) er Letlands ældste universitet beliggende i hovedstaden Riga.
Universitetet er opdelt i 13 fakulteter.

## Historie
Letlands Universitet blev etableret i 1919. Mange politikere er uddannet på stedet, inklusiv lettiske premierministre, doktorer i fysik Ivars Godmanis og Einars Repše og medlem af parlamentet og uddannelsesminister doktor i filologi Ina Druviete.